# 25943 Billahearn
25943 Billahearn è un asteroide della fascia principale. Scoperto nel 2001, presenta un'orbita caratterizzata da un semiasse maggiore pari a 3,1688294 au e da un'eccentricità di 0,0680644, inclinata di 14,60850° rispetto all'eclittica.